# Coenraad Janninck
Compléments
Janninck acheva les tomes de Mai et Juin des Acta Sanctorum
Coenraad Janninck (en latin Janningus), né le 16 novembre 1650 à Groningue (Pays-Bas) et mort le 13 août 1723 à Anvers (Belgique), était un prêtre jésuite des Pays-Bas méridionaux, hagiographe et membre de la Société des Bollandistes.

## Biographie
Né dans une famille attachée à l’Église catholique dans une région largement passée au calvinisme le jeune Conrad fait ses études au collège jésuite de Meppen, en Allemagne puis à Anvers, dans les Pays-Bas méridionaux. Il entre chez les Jésuites le 24 novembre 1670 et fait son noviciat et ses études de philosophie (1672-1674) à Malines où il enseigne également jusqu’en 1677.
Avant même de s’engager dans les études de théologie il est associé au travail des Bollandistes et reçoit du père van Papenbroeck une formation personnelle dans ce domaine.
Envoyé à Rome pour les études de théologie (1681) Janninck y est ordonné prêtre en 1685. Achevant le cursus de formation jésuite par son ‘Troisième an’ à Florence le jeune prêtre rentre à Anvers en 1686. Il est immédiatement repris dans le groupe des Bollandistes. Avec son aide le tempo de l’œuvre bollandienne s’intensifie et en quelques années seulement (1685-1688) les tomes quatre à sept des Acta Sanctorum du mois de Mai sont publiés. Le père Janninck fait sa profession religieuse définitive le 2 février 1688, à la maison professe d’Anvers.
Du cinquième volume de Mai au deuxième volume de Juillet des Acta Sanctorum, les contributions signées ‘J’ sont très nombreuses. Janninck est particulièrement impliqué dans l’hagiographie byzantine. Il est également à la recherche de nouveaux manuscrits et sources d’information. Pour ce il visite les bibliothèques du royaume de Naples (avant son retour d’Italie) et d’autres sur son voyage de retour (en 1686). En 1688 il fait un voyage dans l’Empire germanique visitant les bibliothèques d’Aschaffenbourg, Prague et Vienne, ainsi que d’autres en Bavière, Souabe et Lorraine.
Durant le long et acrimonieux conflit (1675-1715) entre les pères Carmes espagnols et les Bollandistes (le père van Papenbroeck en particulier) concernant l’origine de l’Ordre carme – les Bollandistes prouvant que le prophète Élie ne peut en être le fondateur – Janninck défend vigoureusement son compagnon contre les campagnes diffamatoires. Le premier tome du mois de Juin (Acta Sanctorum) contient trois de ses défenses. Papenbroeck est malgré tout condamné par l’inquisition espagnole (à Tolède, en novembre 1695). Aussi Janninck est-il envoyé à Rome (1697) pour obtenir que cette condamnation soit annulée. En vain.
Se rendant personnellement en Espagne (1705) il obtient l’aide effective du jésuite espagnol José Cassani, un officiel du Saint-Office. Après neuf ans d’efforts le jugement inquisitorial contre les Bollandistes est annulé (1715).
Frappé d’hémiplégie en 1719, suivie d’autres crises, le père Conrad Janninck meurt à Anvers le 13 août 1723.

## Écrits
- Acta Sanctorum Maii, vol.4 à 7, Anvers, 1685-1688
- Acta Sanctorum Junii, vol.1 à 7, Anvers, 1695-1717
- Acta Sanctorum Julii, vol.1 et 2, Anvers, 1719-1721
- Propylaeum ad Acta Sanctorum Maii, Anvers, 1685-1688.
- Pro Actis Sanctorum hactenus editis opuscula apologetica reposita antirrheticis Adm. R. P. Sebastiani a S. Paulo Provinciali Carmeli Flandrobelgici, dans Acta Sanctorum Junii, Anvers, 1695
- Acta B. Aloysii Gonzagae... (ad originaria documenta), Anvers, 1706.